# Polytelis swainsonii
Polytelis swainsonii là một loài chim trong họ Psittacidae.